# Agostino Casanova
Agostino Casanova (fl. XX secolo) è stato un calciatore italiano, di ruolo difensore.

## Carriera
Con la Sampierdarenese disputa in totale 11 gare del campionato di Prima Categoria 1919-1920 e Prima Categoria 1920-1921.
è stato capitano della Corniglianese vincendo il campionato di Terza Divisione 1924-1925.

## Palmarès

### Giocatore

#### Club
- Campionato italiano di terza divisione: 1

Corniglianese:
Primo Posto 1924-1925